# داستان ایسه

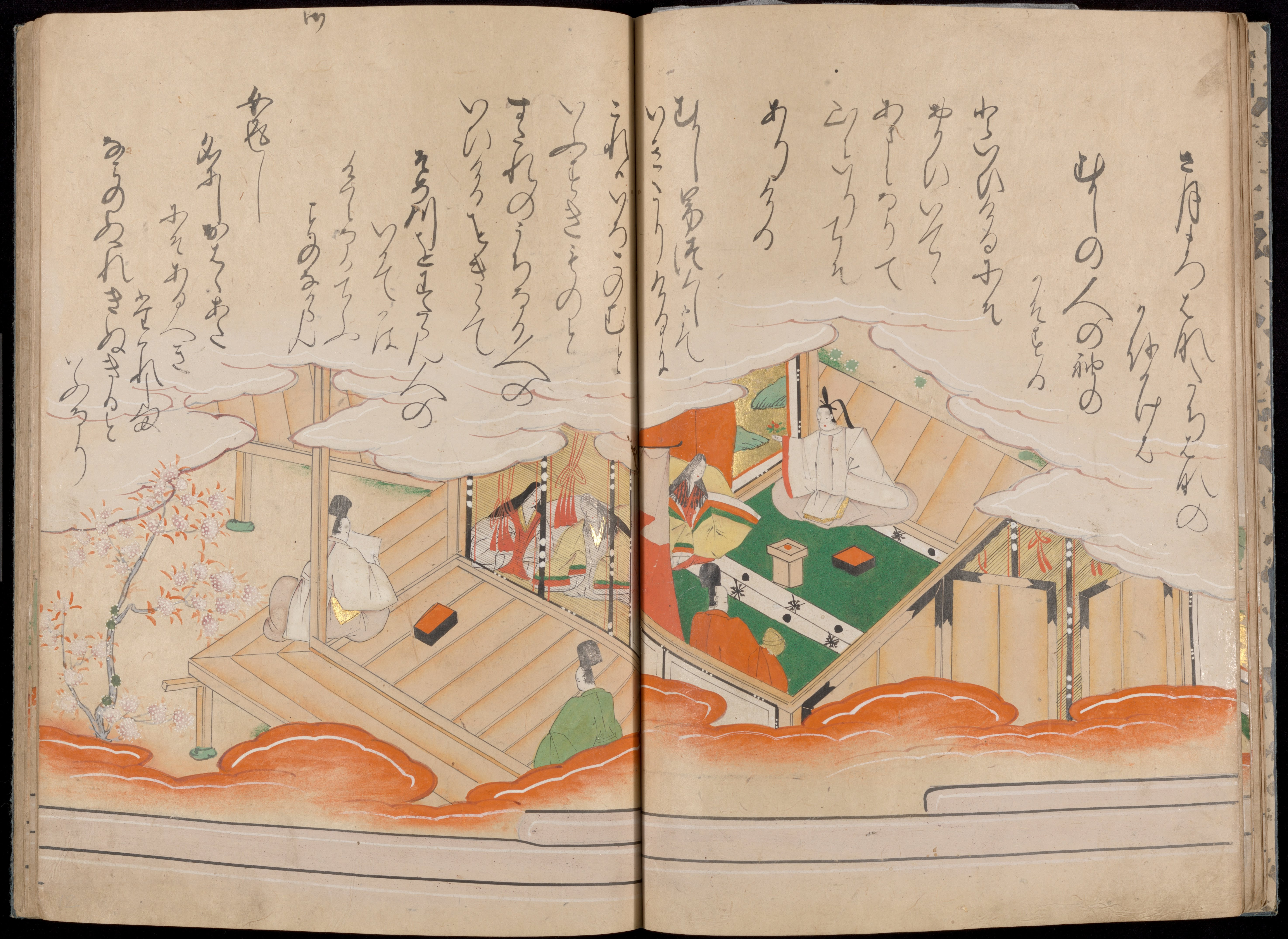
دو صفحه از نسخه خطی داستان ایسه. ژاپن، اواخر قرن شانزدهم. کتابخانه چستر بیتی

داستان ایسه (به ژاپنی: 伊勢物語, Ise monogatari)، یک اوتا مونوگاتاری ژاپنی یا مجموعه‌ای از اشعار واکا (شعر) و روایت‌های مرتبط است که قدمت آن به دوره هی‌آن می‌رسد. نسخه فعلی ۱۲۵ بخش را جمع‌آوری کرده است که هر بخش شعر و نثر را با هم ترکیب می‌کند و در اکثر نسخه‌ها در مجموع ۲۰۹ شعر را ارائه می‌دهد.